# Лайфхак
Лайфха́к (від хакер англ. hacker, лайфхакінг англ. life hacking перекладається букв. злом життя) — сленговий термін, що означає певну хитрість або корисну пораду, яка допомагає ефективно розв'язувати побутові проблеми, тим самим заощаджуючи час. Це набір методів і навичок «зламу» навколишнього життя для спрощення досягнення поставлених цілей за допомогою різних корисних порад і хитрих трюків. Зазвичай лайфхакер не створює нових методик, а просто ефективно та іншим чином використовує вже наявні.

## Походження та використання терміна
Термін хак (англ. hack — «рубати, розбивати, обтісувати») використовують в IT-лексиконі (див. хакер) для опису неелегантного, але ефективного рішення конкретної обчислювальної проблеми, або способу нелегально отримати доступ до комп'ютерної системи.
У 2004 році британський журналіст Денні О'Браєн під час конференції з нових технологій у каліфорнійському Сан-Дієго, поєднавши слова life («життя») та hack («злам»), запропонував використовувати термін лайфхак у ширшому розумінні, маючи на увазі нестандартні способи для вирішення життєвих ситуацій у програмістів (як швидше синхронізувати файли, сортувати імейли, тощо).
Згодом його почали використовувати й стосовно порад для людей, не пов'язаних із комп'ютерами та програмуванням. Словник Вебстера зараз тлумачить значення цього терміна як «зазвичай проста і розумна підказка або техніка для більш легкого та ефективного виконання якогось звичного завдання».
У 2006 році Американська спілка з вивчення діалектів, обираючи слово року, включила lifehack до четвірки найбільш корисних слів року. У 2015 році використання цього терміна стало настільки поширеним, що журнал GQ опублікував статтю «Досить називати все лайфхаками» (англ. Stop Calling Everything a Life Hack) і наголосив, що в суспільстві відбувається девальвація цього терміна, оскільки люди почали масово називати лайфхаками прості поради, які насправді не мають нічого інноваційного.
Українські еквіваленти цього слова — «кмітливість», «рецепт», «знахідка».

## Приклади лайфхаків
Лайфхакінг по суті є набором корисних і, зазвичай, коротких порад, що дозволяють з меншими витратами та/або більш швидко вирішувати різні життєві та побутові завдання. Наприклад:
- як викрутити з патрона розбиту лампочку;
- як швидше отримати випивку в переповненому барі;
- як запам'ятати номер телефону або ПІН-код;
- як менше стояти в черзі;
- як менше витрачати часу, добираючись на роботу;
- як швидше виконувати більшу кількість складних завдань;
- як швидко скласти план промови;
- як не хвилюватися перед публікою та ін.

## Інструменти та методики лайфхакінга
- Кмітливість;
- Мнемотехніка;
- Карти пам'яті;
- Керування часом;
- Соціальна інженерія (безпека)
- Різноманітні добірки порад (наприклад «1000 корисних порад», «Поради туристу», «Поради автолюбителю», «1000 і 1 порада як вижити в незнайомому місті» тощо).
- Використання віддалених асистентів (описано, наприклад, у книзі Тімоті Ферріса «Як працювати по 4 години на тиждень і при цьому не стовбичити в офісі „від дзвінка до дзвінка“, жити де завгодно і багатіти»[7]).